# Sierra de Tormantos

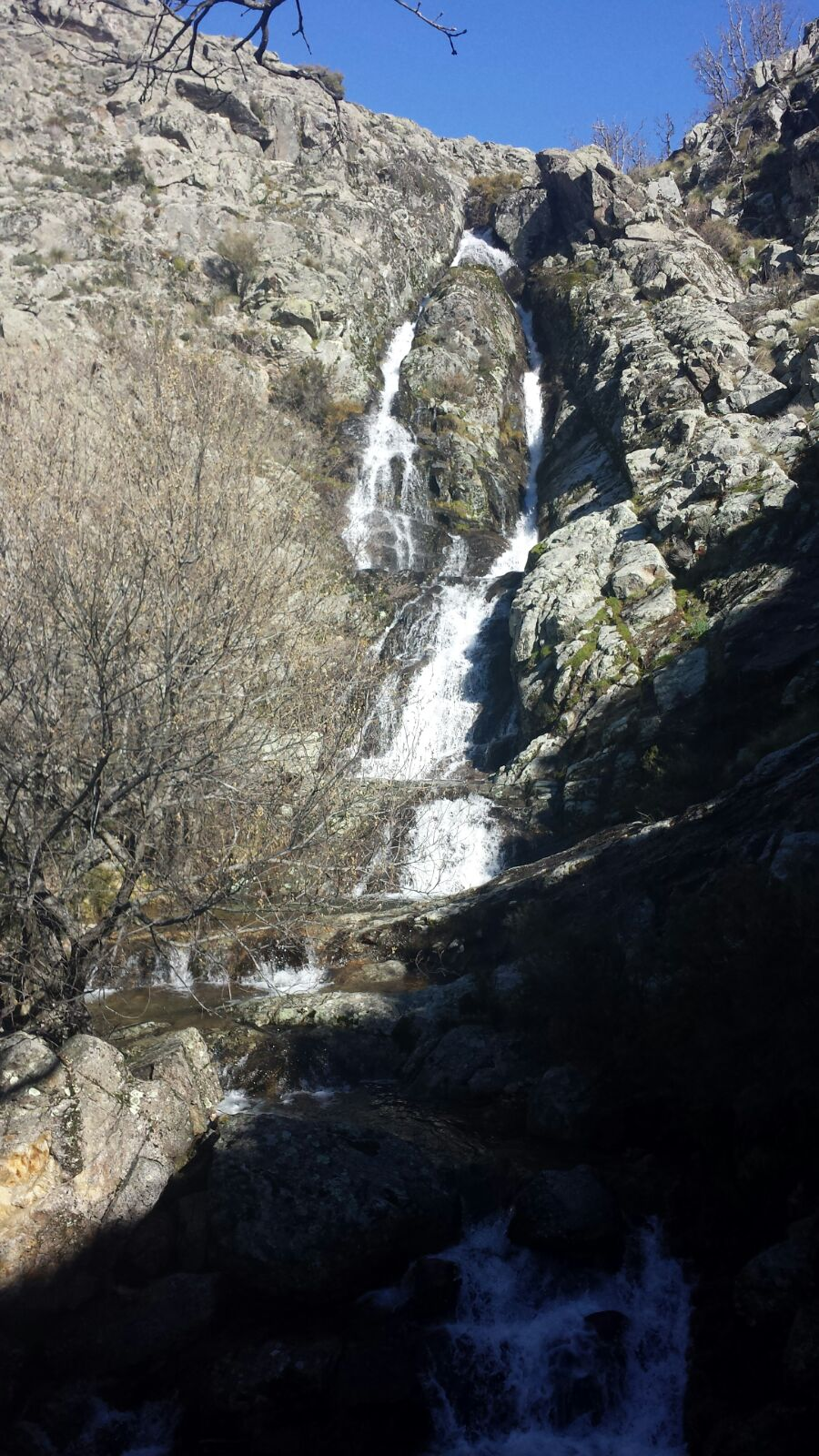
Garganta "La Desesperá" en la sierra de Tormantos, municipio de Arroyomolinos de la Vera.

La sierra de Tormantos es una continuación de la sierra de Gredos en el extremo occidental del Macizo Central. Situada en el norte de la provincia de Cáceres, en España. Delimita de forma natural las comarcas de la Vera y el valle del Jerte.

## Situación geográfica
Delimitando la exuberante comarca de La Vera, se encuentra por el sur el río Tiétar y por el norte, la sierra de Tormantos. Brazo montañoso en el extremo occidental de la sierra de Gredos, que limita por el sur con las dehesas cacereñas y por el norte con el valle del Jerte. La sierra de Tormantos ofrece resguardo de los fríos vientos del norte a gran parte de la comarca de La Vera, y le proporciona un clima de tipo mediterráneo con inviernos y veranos relativamente suaves.

## Descripción
La sierra de Tormantos, en su cara norte, alberga parte de la Reserva Natural Garganta de los Infiernos. Las alturas máximas se alcanzan en la cuerda de los Infiernillos (2281 metros) y el cerro del Estecillo (2290 metros) que rodean la garganta de la Serrá, antiguo valle glaciar de la era Cuaternaria. La reserva cuenta con abundantes saltos de agua, arroyos, cascadas, piscinas naturales o grandes pozas excavadas por la erosión circular del agua de los ríos. Los elevados índices de humedad contribuyen a su vez a potenciar una vegetación de gran valor ecológico con ecosistemas de bosque caducifolio, bosque de ribera, piorno serrano y pastizales alpinos. La fauna es autóctona y muy abundante. Sobre todo en la Reserva Natural Garganta de los Infiernos, donde habitan varias especies en peligro de extinción.

## Breve apunte histórico

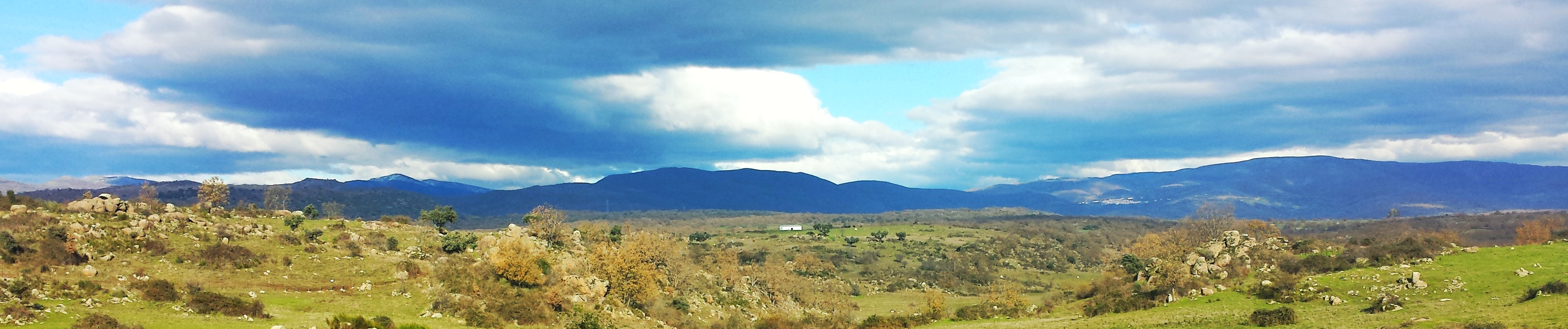
Vista parcial de la sierra de Tormantos. Se aprecia el casco urbano de Barrado en sus laderas.

La sierra de Tormantos es el peor de los escollos que tuvo que salvar el emperador Carlos V, en su retiro al monasterio de Yuste. Terminar la última etapa del viaje suponía cruzar por encima de la sierra de Tormantos a través de la garganta de los Infiernos y el collado de las Yeguas, entre Tornavacas y Jarandilla de la Vera. Teniendo en cuenta que Carlos V era transportado en parihuelas y que portaba no pocos acompañantes y enseres, aquella travesía tuvo que ser toda una odisea. Hoy en día se organizan excursiones a pie por la misma senda que utilizó el emperador, que todavía hoy evidencia el esfuerzo que los habitantes de la comarca hicieron por su rey, tallando piedras para abrir camino, construyendo puentes y haciendo brotar fuentes donde no las había.